# زلتان فابری
زُلتان فابری (مجاری: Zoltán Fábri؛ ۱۵ اکتبر ۱۹۱۷ – ۲۳ اوت ۱۹۹۴) فیلم‌نامه‌نویس و کارگردان فیلم اهل مجارستان بود. او بین سال‌های ۱۹۵۱ تا ۱۹۸۳ میلادی فعالیت می‌کرد.
از فیلم‌های او می‌توان به آمرزش‌خوانی و پسران خیابان پال و مهر پنجم اشاره کرد.
وی همچنین برندهٔ جوایزی همچون جایزه کوشوت شده‌است.